# Pidvîsoke, Berejanî
Pidvîsoke (în ucraineană Підвисоке) este localitatea de reședință a comunei Pidvîsoke din raionul Berejanî, regiunea Ternopil, Ucraina.

## Demografie
Componența lingvistică a localității Pidvîsoke
     Ucraineană (99,05%)
     Alte limbi (0,95%)
Conform recensământului din 2001, majoritatea populației localității Pidvîsoke era vorbitoare de ucraineană (99,05%), existând în minoritate și vorbitori de alte limbi.